# 尾崎沙也
尾崎 沙也（おざき さや、1984年1月25日 - ）は、日本の女性タレント、モデル。神奈川県出身。血液型B型。本名：河村 さや。

## 来歴
1997年11月から1998年9月までテレビ東京『おはスタ』のおはガールを務める。
1998年6月から「美少女H」に出演。続編も含む1999年3月まで数回出演した。

## 出演

### テレビ
- おはスタ（テレビ東京　おはガール）
- 美少女H（フジテレビ、1998年）
- 伝説の教師（日本テレビ、2000年）
- 世にも奇妙な物語 春の特別編 「友達登録」(フジテレビ、2001年) - ミホ 役

### CM
- 雪印乳業「dole100％ジュース」
- カネボウ「キッシュ」